# Kanton Peyruis
Der Kanton Peyruis war bis 2015 ein französischer Wahlkreis im Arrondissement Forcalquier, im Département Alpes-de-Haute-Provence und in der Region Provence-Alpes-Côte d’Azur. Er umfasste vier Gemeinden mit Peyruis als Hauptort (frz.: chef-lieu). Die landesweiten Änderungen in der Zusammensetzung der Kantone brachten im März 2015 seine Auflösung. Seine letzten Vertreter im conseil général des Départements waren von 1982 bis 2008 Francis Galizi (UMP) und von 2008 bis 2015 Gérard de Meester (EELV).

## Gemeinden
| Gemeinde     | Einwohner Jahr | Fläche km² | Bevölkerungsdichte | Code INSEE | Postleitzahl |
| ------------ | -------------- | ---------- | ------------------ | ---------- | ------------ |
| La Brillanne | 1.068 (2013)   | 7,22       | 148 Einw./km²      | 04034      | 04700        |
| Ganagobie    | 83 (2013)      | 10,5       | 8 Einw./km²        | 04091      | 04310        |
| Lurs         | 376 (2013)     | 22,48      | 17 Einw./km²       | 04106      | 04700        |
| Peyruis      | 2.809 (2013)   | 23,23      | 121 Einw./km²      | 04149      | 04310        |